# Архенхольд, Фридрих Симон
Фридрих Симон Архенхольд (нем. Friedrich Simon Archenhold, 2 октября 1861, Лихтенау (Вестфалия) — 14 октября 1939, Берлин) — немецкий астроном, основатель в 1896 году старейшей и крупнейшей в Германии общественной обсерватории, ныне носящей его имя.

## Биография
Окончил Берлинский университет.
Совместно со своим учителем Вильгельмом Юлиусом Фёрстером в 1888 году основал общество «Урания» при Берлинской обсерватории.
В 1896—1938 — первый и бессменный руководитель обсерватории в берлинском районе Трептов.
По проекту Архенхольда был построен один их самых мощных на то время в мире рефракционных телескопов с фокусным расстоянием 21 метр. Телескоп стал частью экспозиции на Великой промышленной выставке Берлина . Гигантский телескоп был построен и установлен в пригороде Берлина—Трептове. Телескоп был открыт для публики 1 мая 1896 года во временной деревянной постройке, строительство которой было завершено в сентябре под названием Трептовская обсерватория.
К 1908 году Архенхольд собрал средства для замены деревянной конструкции на капитальной постройки здание, которое стоит и сегодня. Некоторые пожертвования поступали от взносов на лекции, часть средств пожертвовал шотландско-американский филантроп Эндрю Карнеги.
Архенхольд смог привлечь многочисленных известных учёных и исследователей для выступления с лекциями в его Обсерватории, самым известным среди них был Альберт Эйнштейн.
Число посетителей обсерватории постоянно росло: 23000 (1897), с 1899 по 1930-е года ежегодно обсерваторию посещало около 60000 человек. В 1946 году обсерватория была переименована в честь Фридриха Архенхольда. Телескоп был выведен из эксплуатации на время ремонта с 1958 по 1983 года. Сейчас телескоп работает.
В 1912 г. Архенхольд совместно с немецким кинопромышленником, продюсером, сценаристом и режиссёром Оскаром Местером снял первый в мире фильм о солнечном затмении.
В 1999 г. в его честь назван астероид пояса астероидов 4030 Архенхольд